# サンディエゴ (軽巡洋艦)
サンディエゴ (USS San Diego, CL-53) は、アメリカ海軍の軽巡洋艦。アトランタ級軽巡洋艦の3番艦。艦名はカリフォルニア州サンディエゴに因む。その名を持つ艦としては2隻目。

## 艦歴
「サンディエゴ」は1940年3月27日にマサチューセッツ州クインシーのベスレヘム・スチール社、フォアリバー造船所で起工する。1941年7月26日にグレース・レグラー・ベンボウ（当時のサンディエゴ市長パーシー・J・ベンボウの妻）によって命名・進水し、1942年1月10日に艦長ベンジャミン・F・ペリー大佐の指揮下で就役した。

### 1942 - 1943年
「サンディエゴ」はチェサピーク湾での公試航海の後、西海岸に向かった。パナマ運河を通過し、1942年5月16日に命名元であるサンディエゴに到着した。同地で空母「サラトガ (USS Saratoga, CV-3) 」と合流して出撃し、ミッドウェー島近海に急行したものの、6月4日のミッドウェー海戦には参加できず、6月13日に真珠湾に到着した。2日後の6月15日、サンディエゴは空母「ホーネット (USS Hornet, CV-8) 」と行動を共にすることとなり、南太平洋戦線に出動した。
8月上旬から、「サンディエゴ」は第17任務部隊に属してガダルカナル島上陸に端を発する、ソロモン諸島での一連の戦いに参加した。反攻するアメリカ軍に対し、日本海軍は強力な航空攻撃と艦隊攻撃で応戦し、しばしば手痛い損害を与えた。「サンディエゴ」は9月15日の空母「ワスプ (USS Wasp, CV-7) 」の沈没を目撃し、10月26日の南太平洋海戦では重巡洋艦「ノーザンプトン (USS Northampton, CA-26) 」「ペンサコーラ (USS Pensacola, CA-24) 」および軽巡洋艦「ジュノー (USS Juneau, CL-52) 」などとともに「ホーネット」を護衛したものの「ホーネット」は被弾大破し、「サンディエゴ」は「ホーネット」の放棄に立ち会った。
南太平洋海戦の後、日本軍は「ガダルカナル島のアメリカ軍は衰微しつつあり、今こそ島から追い落とす好機」と判断し、11月中旬に大規模な増援部隊の投入を計画した。これを察知した南太平洋部隊司令官ウィリアム・ハルゼー中将は、投入可能な全ての部隊と艦船をガダルカナル島に投入することとした。サンディエゴは「ノーザンプトン」や駆逐艦とともに、第二次ソロモン海戦での損傷復旧を急ピッチで終わらせた空母「エンタープライズ (USS Enterprise, CV-6) 」を基幹とする第16任務部隊を編成し、トーマス・C・キンケイド少将に率いられることとなった。11月12日遅くから11月15日にかけて繰り広げられた第三次ソロモン海戦では、第16任務部隊は空中援護に専念し、海戦で損傷した戦艦「比叡」に更なる打撃を与えた。ソロモン方面の戦闘が日本軍の相次ぐ後退という形で一息ついた後、「サンディエゴ」はエスピリトゥサント島を経由してニュージーランドのオークランドに帰投した。
1943年における「サンディエゴ」はヌメアを根拠地とし、上半期はこの方面で唯一の使用可能なアメリカ空母となった「サラトガ」および、急遽援軍としてはせ参じたイギリス空母「ヴィクトリアス (HMS Victorious, R38) 」と合流して任務群を構成し、ムンダやブーゲンビル島への攻撃に参加した。下って、1943年11月5日と11月11日に行われたラバウル空襲では、「サンディエゴ」は「サラトガ」と軽空母「プリンストン (USS Princeton, CVL-23) 」を護衛した。その後、「サンディエゴ」はガルヴァニック作戦に参加してタラワの占領を支援した。12月5日、空母「レキシントン (USS Lexington, CV-16) 」がマーシャル諸島沖航空戦で雷撃を受けて損傷し、「サンディエゴ」は「レキシントン」を護衛して12月9日に真珠湾に到着した。「サンディエゴ」はサンフランシスコに回航されてオーバーホールに入り、レーダー装置の更新や戦闘指揮センターの設置および、時代遅れになっていた1.1インチ砲に代わる40ミリ機関砲の設置が行われた。

### 1944年
1944年1月、「サンディエゴ」はマーク・ミッチャー中将率いる第58任務部隊に加わった。「サンディエゴ」の対空砲火は、日本機の空襲から空母を守るのには打ってつけであった。1月31日から2月4日にかけてのクェゼリンの戦いおよびマジュロの占領を支援したのに続き、2月17日のトラック島空襲、同時期に行われたエニウェトクの戦いと転戦した。
「サンディエゴ」は一旦整備のためサンフランシスコに下がってレーダーを交換した後戦線に戻り、マジュロで第58任務部隊に合流してウェーク島と南鳥島への攻撃に参加した。続くサイパンの戦いと小笠原諸島への攻撃を支援し、6月19日から20日にかけてのマリアナ沖海戦では勝利に貢献した。エニウェトクで休息を取った後、第58任務部隊は7月下旬から8月に行われたグアムおよびテニアン島への攻撃を支援し、9月に入ってペリリューの戦いにも参加した。
9月21日、第38任務部隊はマニラ湾地域を攻撃し、サイパン島とウルシー環礁で補給と整備を行った後、沖縄島に対して先制攻撃を加えた。10月12日から15日までの台湾沖航空戦では、襲撃してきた9機の日本機のうち2機を撃墜し、残る7機を退散させた。航空部隊は台湾各地の飛行場を徹底的に攻撃したが、日本機はその間隙を縫って軽巡洋艦「ヒューストン (USS Houston, CL-81) 」と重巡洋艦「キャンベラ (USS Canberra, CA-70) 」に魚雷を命中させて大破させた。「サンディエゴ」は傷ついた「ヒューストン」と「キャンベラ」をウルシーまで護衛した。護衛任務を終えて第38任務部隊に戻った「サンディエゴ」は、レイテ沖海戦を経て一連のフィリピンの戦いの支援を行った。12月17日から18日にかけて遭遇したコブラ台風も、ひどい横揺れに見舞われながらも無事乗り切った。

### 1945年

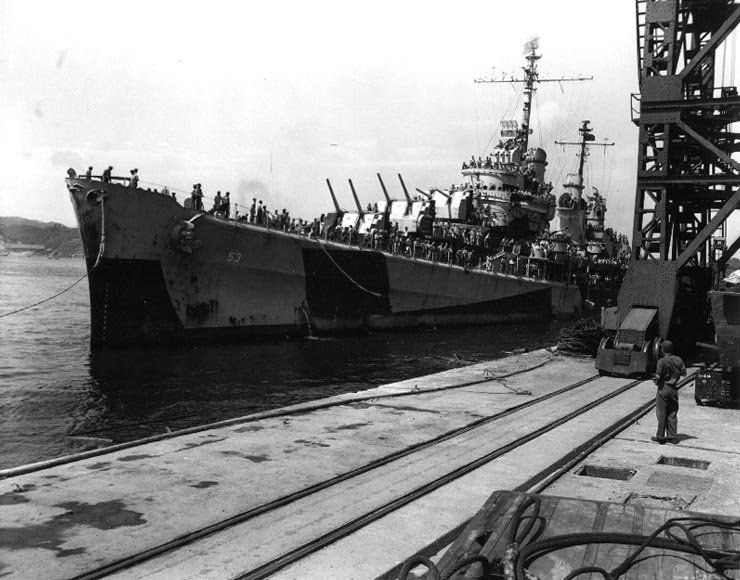
横須賀軍港に停泊する「サンディエゴ」。1945年8月30日

1945年1月、第38任務部隊はルソン島の戦いを支援し、潜伏している航空戦艦「伊勢」および「日向」を攻撃するため南シナ海に進撃した。肝心の「伊勢」と「日向」は見つからなかったが、艦載機は台湾、インドシナ半島および香港を片っ端から攻撃し、ウルシーに戻る直前には沖縄を空襲した。
「サンディエゴ」は次に、1942年4月18日のドーリットル空襲以来となる日本への機動部隊の攻撃に参加し、艦載機は硫黄島を攻撃した。3月1日、他の巡洋艦とともに第58任務部隊を離れて沖大東島攻撃に加わった。ウルシーに帰投して整備を行った後、九州に対する空襲を支援した。3月27日から28日にかけての夜には、南大東島への艦砲射撃を行った。沖縄戦に突入後の4月11日と16日には、2機の特攻機を対空砲火で撃墜して他の艦船を守った。ウルシーに再度戻って整備し、沖縄の戦場に参加した後、サマール島ギュイアンの前進根拠地に帰投し、浮きドックに入渠した。
7月1日、「サンディエゴ」は第38任務部隊第38.4任務群（アーサー・W・ラドフォード少将）の一艦としてレイテ湾を出撃し、7月10日から8月15日の終戦まで行われた日本各地への攻撃に参加した。終戦後、8月27日に東京湾に入り、この海域に入る最初のアメリカ軍艦艇として記録された。この時、東京の捕虜収容所から脱走してきた捕虜が仲間の窮状を訴え出た。この事件を聞いたハルゼー大将は、即座に捕虜救出作戦を発動した。「サンディエゴ」は掃海部隊を率い東京湾を警戒すると同時に、横須賀鎮守府地域と戦艦「長門」を確保した。「サンディエゴ」は一連の日本占領時の任務を終えた後、9月14日にサンフランシスコに凱旋した。その後、マジック・カーペット作戦で復員するアメリカ軍将兵の輸送に従事した。

### 戦後
1946年11月4日、「サンディエゴ」はブレマートンで退役して係留され、太平洋予備役艦隊に編入された。1949年3月18日、CLAA-53 （防空軽巡洋艦）に艦種変更される。そのまま現役に戻ることなく、10年後の1959年3月1日に除籍され、1960年12月にシアトルのトッド造船所にスクラップとして売却された。
「サンディエゴ」は第二次世界大戦の戦功で18個の従軍星章を受章した。